# Světové ekonomické fórum
Světové ekonomické fórum (World Economic Forum, WEF) je nezisková organizace založená v Ženevě. Pořádá každoroční zasedání ve švýcarském Davosu, kde se setkávají špičkoví podnikatelé, světoví politici, vybraní intelektuálové a novináři k diskusi o nejnaléhavějších problémech, kterým svět čelí, včetně ochrany zdraví a životního prostředí. WEF vydává množství výzkumných zpráv a zapojuje své členy do iniciativ v různých sektorech. WEF také organizuje „Výroční zasedání nových šampionů“ v Číně a řadu regionálních setkání v průběhu celého roku.

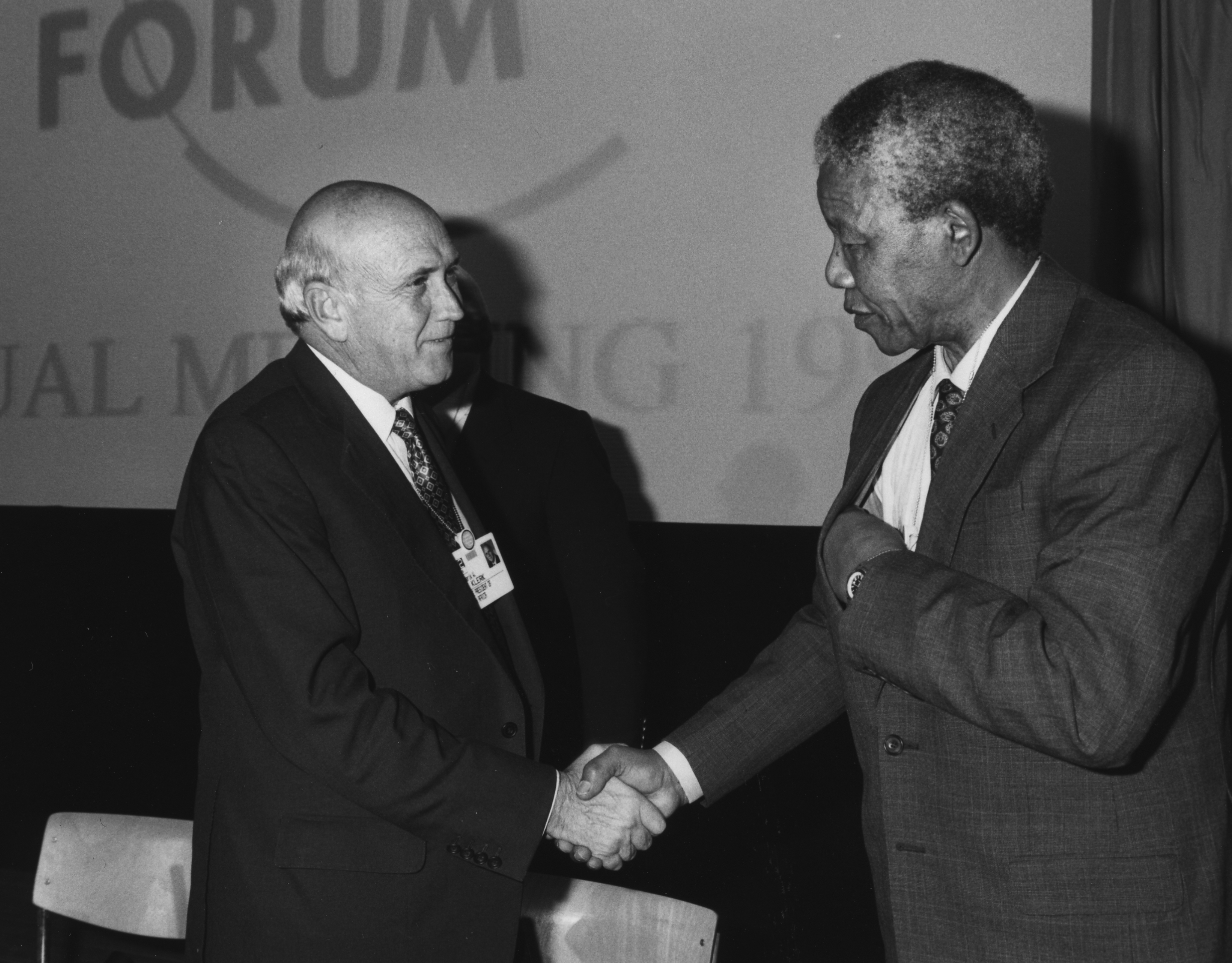
F. de Klerk a N. Mandela v Davosu v lednu 1992

## Historie
WEF založil v roce 1971 Němec Klaus Martin Schwab, profesor managementu na univerzitě v Ženevě. Původní název „Evropské manažerské fórum“ změnil v roce 1987 na „Světové ekonomické fórum“, protože chtěl poskytnout platformu pro řešení mezinárodních konfliktů.
V roce 1971 pozval Schwab do Davosu 444 vedoucích pracovníků západoevropských firem na první „Evropské manažerské fórum“. Konalo se pod záštitou Evropské komise a evropských průmyslových sdružení. Schwab chtěl do evropských firem zavést prvky amerického managementu. Pak založil WEF a začal zvát v lednu do Davosu čelné evropské manažery na výroční konference. Chtěl, aby manažeři při svém rozhodování brali ohled nejen na zájmy akcionářů a zákazníků, ale také na zaměstnance a komunity, v nichž firmy pracují, včetně vlád.
Zhroucení Brettonwoodského systému pevných směnných kursů v roce 1973 a arabsko-izraelský konflikt vedl k rozšíření agendy fóra i o ekonomické a sociální otázky. V roce 1974 tam proto byli poprvé přizváni i politici. Během následujících let začali političtí vůdcové používat Davos jako neutrální platformu pro řešení sporů. V roce 1988 podepsalo „Davoskou deklaraci“ také Řecko a Turecko, což zabránilo hrozícímu konfliktu mezi těmito zeměmi. V roce 1992 se na výročním zasedání setkali jihoafrický prezident F. W. de Klerk, Nelson Mandela a generál Mangosuthu Buthelezi. Bylo to jejich první společné vystoupení mimo Jihoafrickou republiku. Na výročním zasedání v roce 1994 došlo k návrhu dohody mezi izraelským ministrem zahraničí Šimonem Peresem a předsedu OOP Jásirem Arafatem o Gaze a Jerichu. V roce 2008 vystoupil Bill Gates se zásadním projevem o kreativním kapitalismu, který dovoluje generovat zisk a současně pomocí tržních sil lépe reagovat na potřeby chudých.

## Organizace
WEF má sídlo v malé obci Cologny v ženevském kantonu. V roce 2006 otevřelo regionální kanceláře v Pekingu a New York City. WEF se snaží být nestranné a není vázáno na žádné politické, stranické či národní zájmy. „Usiluje o zlepšení stavu světa“. Má status pozorovatele při Ekonomické a sociální radě OSN a je pod dohledem švýcarské federální vlády. Jeho nejvyšším orgánem je správní rada, která se skládá z 22 členů, včetně bývalého britského premiéra Tonyho Blaira a královny Ranie z Jordánska.

### Členství
WEF financuje 1000 členských firem,což jsou zpravidla podniky s více než pěti miliardami dolarů obratu. Od roku 2005 každý člen společnosti platí základní roční členský poplatek ve výši 42 500 švýcarských franků a poplatek 18 000 CHF za výroční zasedání v Davosu. Průmysloví a strategičtí partneři, kteří chtějí mít větší roli v iniciativách fóra, platí 250 000 resp. 500 000 CHF.

## Výroční zasedání v Davosu

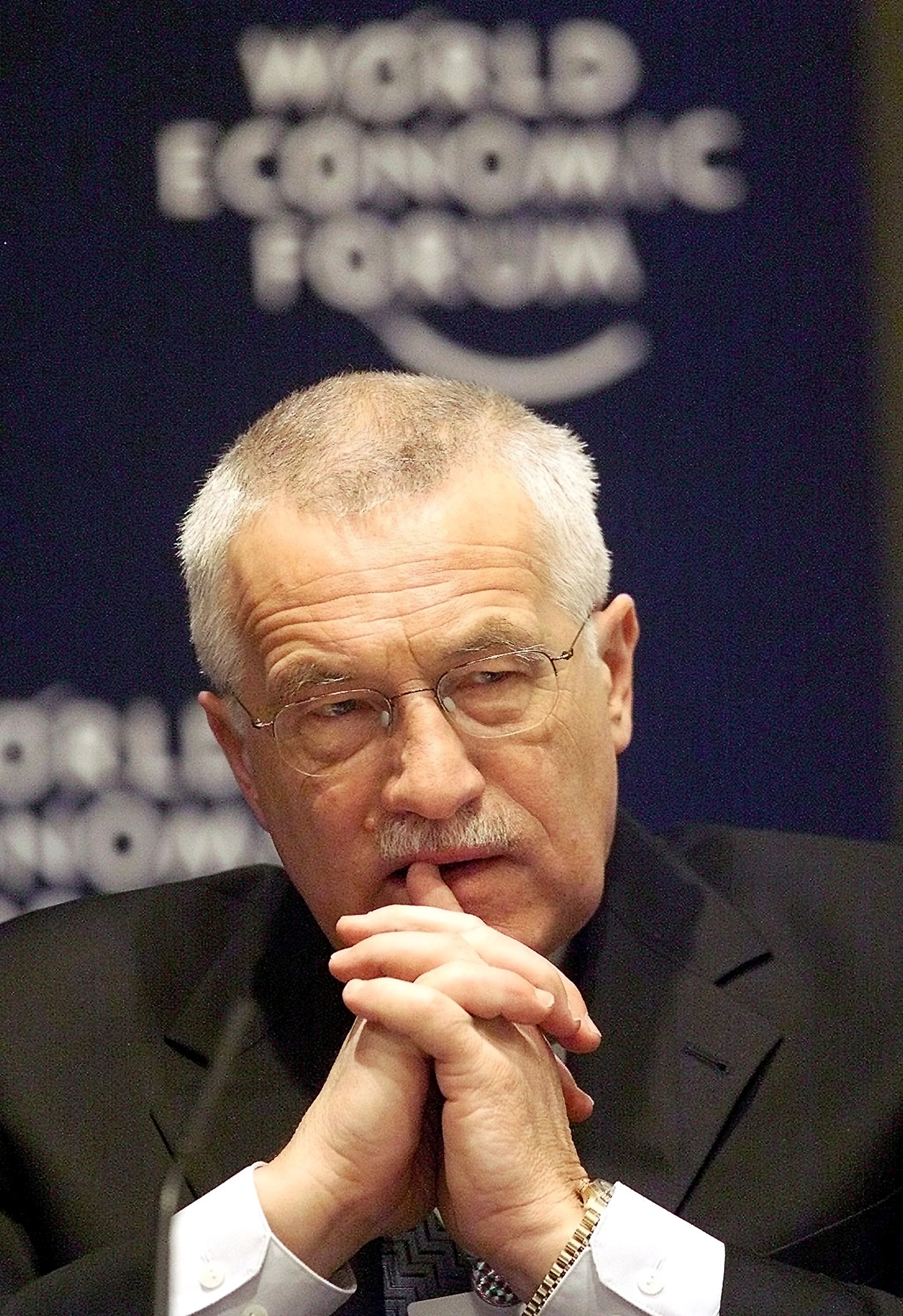
Václav Klaus na WEF 2001

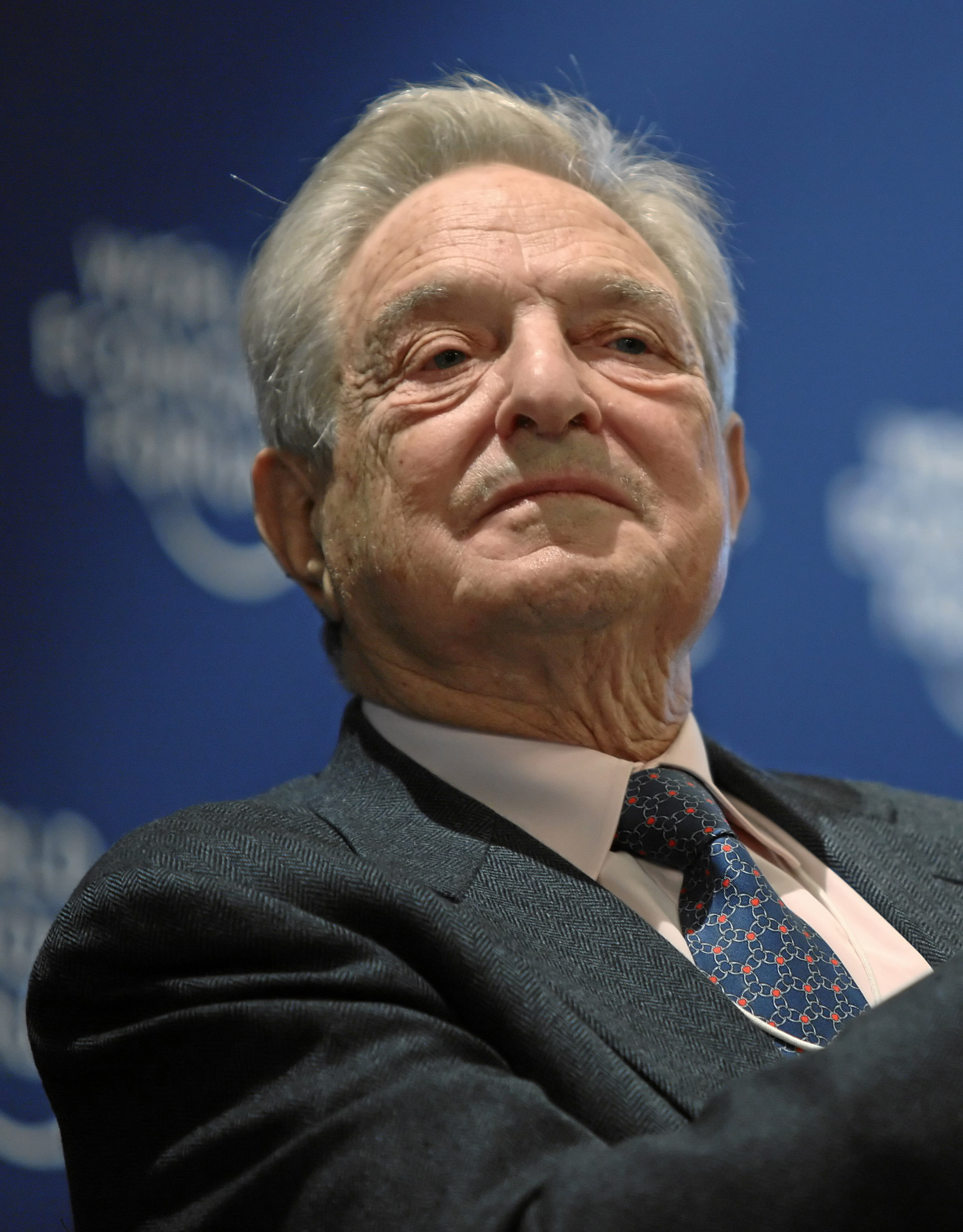
G. Soros na WEF 2010

Vlajkovou lodí fóra je každoroční zasedání v Davosu. Zasedání se zúčastňují ředitelé členských firem, vybraní politici, zástupci akademické obce, nevládních organizací, náboženských vůdců a médií. Přibližně 2200 účastníků se během pěti dnů účastní zhruba 220 zasedání zařazených do oficiálního programu. Diskuse se zaměřují na klíčové otázky globálního zájmu, jako jsou mezinárodní konflikty, chudoba nebo problémy životního prostředí a jejich možná řešení. Ke všem zasedáním mají přístup sdělovací prostředky.

### Účastníci
Tradiční orientaci švýcarské zahraniční politiky odpovídá i velmi pečlivě vyvažovaná účast politických osobností z rozvinutého a rozvojového světa. WEF se kromě jiných zúčastnili:
Gloria Macapagal-Arroyo, Abdoulaye Wade, Abdullah Ahmad Álvaro Uribe Vélez, Anders Fogh Rasmussen, Ban Ki-moon, Condoleezza Riceová, Ferenc Gyurcsány, François Fillon, Gloria Macapagal Arroyo, Gordon Brown, Hamíd Karzáí, Ilham Alijev, Jan Peter Balkenende, Lee Bollinger, Lee Hsien Loong, Parvíze Mušarafa , královna Rania z Jordánska, Ruth Simmons, Salám Fajad, Sali Berisha, Serže Sargsyan, Šimon Peres, Umaru Musa Yar'Adua, Valdas Adamkus, Yasuo Fukuda, Viktor Juščenko a A. Zeng Peiyan.. Al Gore, Bill Clinton, Bill Gates, Michael Wolf, Bono, Paulo Coelho a Tony Blair, Angela Merkelová, Dmitrij Medveděv, Henry Kissinger, Nelson Mandela, Raymond Barre, Julian Lloyd Webber, Jásir Arafat.

## Další činnosti

### Výroční zasedání nových šampionů
V roce 2007 založil WEF výroční zasedání nových šampionů (tzv. letní Davos). Koná se každoročně v Číně , a to střídavě v Dalianu a Tianjinu. Sdružuje 1 500 vlivných osobností především z rychle rostoucích rozvíjejících se zemí jako je Čína, Indie, Rusko, Mexiko, Brazílie a dalších. Na plenárním zasedání pravidelně hovoří premiér Wen Ťia-pao.

### Regionální setkání
Každý rok se navíc koná deset regionálních setkání, která nabízejí kontakt mezi firemními manažery, místními vládními představiteli a nevládními organizacemi. Setkání se konají v Africe, východní Asii, Latinské Americe a na Blízkém východě. Kromě Číny a Indie se hostitelské země střídají.

### Mladí globální lídři
V roce 2005 založil WEF společenství Young Global Leaders, nástupce Global Leaders of Tomorrow. Členy jsou osobnosti do 40 let z celého světa, z různých oborů a odvětví. Vedoucí představitelé se zapojili do iniciativy 2030 zaměřené na tvořivé aktivity usilující ovlivnit podobu světa v roce 2030.

### Sociální podnikatelé
Od roku 2000 WEF v úzké spolupráci s Schwabovou nadací pro sociální podnikání. vyzdvihuje sociální podnikání jako klíčový prvek v rozvoji společnosti a v řešení sociálních problémů. Vybraní sociální podnikatelé jsou zváni k účasti na regionálních setkáních a výročních zasedáních fóra, kde mají možnost se setkat se výkonnými řediteli podniků a vysokými vládními úředníky.

### Výzkumné zprávy
WEF slouží také jako think-tank a vydává celou řadu zpráv zaměřených na různé závažné otázky, jako jsou zejména konkurenceschopnost, globální rizika a strategické plánování. Zprávy z poslední doby obsahují významné texty o možných krátkodobých a dlouhodobých dopadech globální finanční krize z let 2008-2009, o budoucnosti globálního finančního systému a scénáře dopadu demografických posunů na financování důchodů a zdravotní péče do roku 2030.